# Hell (Noruega)
Hell es una localidad situada en el municipio de Stjørdal, en la provincia de Trøndelag, Noruega. Tiene una población estimada, a inicios de 2022, de 1836 habitantes.
Está ubicada en la parte central del país, cerca del fiordo de Trondheim y de la costa del mar de Noruega. 

## Nombre

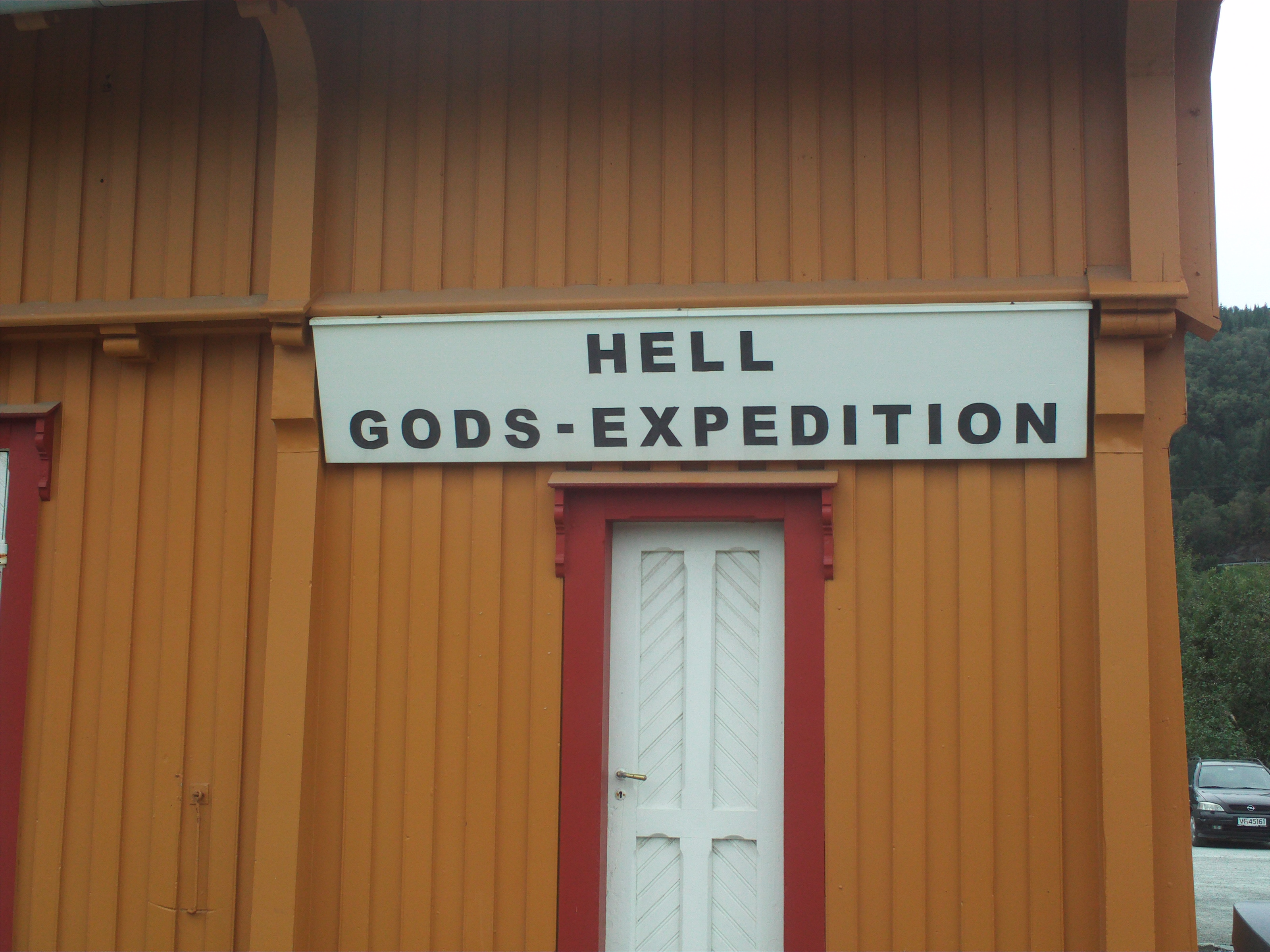
Letrero en la estación de trenes de Hell

La localidad de Hell se ha convertido en una pequeña atracción turística por su nombre, ya que los visitantes toman sus fotos en frente del letrero de la estación. Un pequeño edificio en la estación de trenes tiene el un letrero con el texto Gods Expedition. Esta es la antigua forma de escribir «expedición de mercancías», pero a la vez en inglés significa «expedición de los dioses».